# Virnikov Grintovec
Il Virnikov Grintovec  con 1.654 m s.l.m. è una cima delle Alpi di Kamnik e della Savinja.

## Ascensioni
- Jezersko - albergo Planinka - chiesa parrocchiale di Sant'Osvaldo - fattoria Žmitek - monte Virnikov Grintovec (2 h).